# Ruprecht 1. af Pfalz
Ruprecht 1., også kaldet Ruprecht den Røde (tysk: Ruprecht der Rote), (9. juni 1309 – 16. februar 1390) var pfalzgreve ved Rhinen fra 1353 til 1356 og kurfyrste af Pfalz fra 1356 til sin død i 1390. Han tilhørte fyrstehuset Wittelsbach og var den første hersker i Kurpfalz, der fik tildelt værdigheden som kurfyrste. 